# Katastrofa lotu Northwest Orient Airlines 293
Katastrofa lotu Northwest Orient Airlines 293 – wydarzyła się 3 czerwca 1963. W jej wyniku Douglas DC-7C należący do linii Northwest Orient Airlines rozbił się w cieśninie Clarence, zabijając wszystkie 101 osób na pokładzie.

## Samolot
Maszyną obsługującą lot 293 był Douglas DC-7C (nr rej. N290) o numerze seryjnym 45209/861. Samolot został wyprodukowany w 1957 roku.

## Przebieg lotu
Maszyna została wyczarterowana przez Military Air Transport Service w celu przewiezienia żołnierzy i ich rodzin z bazy lotniczej McChord do bazy lotniczej Elmendorf. Na pokładzie znajdowało się 95 pasażerów i 6 członków załogi. Maszyna wystartowała o 7:52 czasu lokalnego, a ostatni kontakt radiowy został nawiązany o 10:06, kiedy załoga poprosiła o zgodę na zmianę wysokości lotu. Po ponad godzinie bez kontaktu o 11:16 rozpoczęto poszukiwania, a o 19:22 odnalezione zostały pierwsze pływające szczątki. Nie znaleziono żadnego ciała. Przyczyny nigdy nie ustalono, ponieważ wrak osiadł około 2400 metrów pod wodą.